# روبرت سيسيل هايز
روبرت سيسيل هايز (بالإنجليزية: Robert Cecil Hayes)‏ هو جيولوجي وعالم فلك نيوزيلندي، ولد في 19 يناير 1900، وتوفي في 3 سبتمبر 1977.